# Élections législatives de 1993 dans les Bouches-du-Rhône
Les élections législatives françaises de 1993 se déroulent les 21 et 28 mars 1993. Dans le département des Bouches-du-Rhône, seize députés sont à élire dans le cadre de seize circonscriptions.

## Élus
| Circonscription                                 | Député sortant                                    | Parti | Parti     | Député élu ou réélu  | Parti | Parti     |
| ----------------------------------------------- | ------------------------------------------------- | ----- | --------- | -------------------- | ----- | --------- |
| 1re                                             | Roland Blum                                       |       | UDF (PR)  | Roland Blum          |       | UDF (PR)  |
| 2e                                              | Jean-François Mattéi                              |       | UDF (PR)  | Jean-François Mattéi |       | UDF (PR)  |
| 3e                                              | Philippe Sanmarco                                 |       | PS        | Jean Roatta          |       | UDF (PR)  |
| 4e                                              | Guy Hermier                                       |       | PCF       | Guy Hermier          |       | PCF       |
| 5e                                              | Janine Écochard                                   |       | PS        | Renaud Muselier      |       | RPR       |
| 6e                                              | Jean-Claude Chermann* suppléant de Bernard Tapie  |       | DVG       | Guy Teissier         |       | UDF (PR)  |
| 7e                                              | Michel Pezet                                      |       | PS        | Bernard Leccia       |       | RPR       |
| 8e                                              | Marius Masse                                      |       | PS        | Marius Masse         |       | PS        |
| 9e                                              | Jean Tardito                                      |       | PCF       | Jean Tardito         |       | PCF       |
| 10e                                             | Yves Vidal*                                       |       | MRG       | Bernard Tapie        |       | MRG       |
| 11e                                             | Christian Kert                                    |       | UDF (CDS) | Christian Kert       |       | UDF (CDS) |
| 12e                                             | Henri d'Attilio                                   |       | PS        | Henri d'Attilio      |       | PS        |
| 13e                                             | Paul Lombard                                      |       | PCF       | Olivier Darrason     |       | UDF (PR)  |
| 14e                                             | Jean-Pierre de Peretti*                           |       | DVD       | Jean-Bernard Raimond |       | RPR       |
| 15e                                             | Léon Vachet                                       |       | RPR       | Léon Vachet          |       | RPR       |
| 16e                                             | François Bernardini* suppléant de Michel Vauzelle |       | PS        | Thérèse Aillaud      |       | app. RPR  |
| * député sortant ne se représentant pas en 1993 |                                                   |       |           |                      |       |           |

## Positionnement des partis
Les candidats d'alliance RPR-UDF et divers droite se présentent sous la bannière de l'Union pour la France et ceux du Parti socialiste derrière l'Alliance des Français pour le Progrès. Par ailleurs, Les Verts et Génération écologie s'unissent sous l'étiquette Entente des écologistes.

## Résultats

### Analyse
L'Union pour la France remporte une large victoire, passant de 5 à 11 sièges, au détriment principalement du Parti socialiste qui ne conserve que 2 sièges de justesse. Le FN ne remporte aucun siège et perd des voix par rapport à 1988 mais arrive premier dans 3 circonscriptions au premier tour.

### Résultats à l'échelle du département
| Parti                 | Parti                                   | Premier tour | Premier tour | Second tour | Second tour | Sièges |
| Parti                 | Parti                                   | Voix         | %            | Voix        | %           | Sièges |
| --------------------- | --------------------------------------- | ------------ | ------------ | ----------- | ----------- | ------ |
|                       | Union pour la démocratie française      | 120 931      | 17,20        | 161 030     | 25,04       | 6      |
|                       | Rassemblement pour la République        | 85 448       | 12,15        | 155 237     | 24,14       | 5      |
|                       | Divers droite                           | 27 556       | 3,92         |             |             | 0      |
|                       | Centre national des indépendants        | 4 331        | 0,62         | 0           |             |        |
|                       | Union pour la France                    | 238 266      | 33,88        | 316 267     | 49,17       | 11     |
|                       |                                         |              |              |             |             |        |
|                       | Parti socialiste                        | 89 323       | 12,70        | 90 327      | 14,04       | 2      |
|                       | Mouvement des radicaux de gauche        | 31 687       | 4,51         | 29 433      | 4,58        | 1      |
|                       | Divers gauche (Maj. prés.)              | 8 105        | 1,15         |             |             | 0      |
|                       | Alliance des Français pour le progrès   | 129 115      | 18,36        | 119 760     | 18,62       | 3      |
|                       |                                         |              |              |             |             |        |
|                       | Les Verts                               | 33 699       | 4,79         |             |             | 0      |
|                       | Génération écologie                     | 20 294       | 2,89         | 0           |             |        |
|                       | Entente des écologistes                 | 53 993       | 7,68         |             |             | 0      |
|                       |                                         |              |              |             |             |        |
|                       | Front national                          | 148 538      | 21,12        | 139 597     | 21,70       | 0      |
|                       | Parti communiste français               | 104 477      | 14,86        | 67 560      | 10,50       | 2      |
|                       | Divers dont Divers écologiste et LT-LNÉ | 21 320       | 3,03         |             |             | 0      |
|                       | Extrême gauche dont LCR, LO, SÉGA et PT | 6 830        | 0,97         | 0           |             |        |
|                       | Régionaliste                            | 556          | 0,08         | 0           |             |        |
|                       | Extrême droite                          | 98           | 0,01         | 0           |             |        |
|                       |                                         |              |              |             |             |        |
| Inscrits              | Inscrits                                | 1 122 980    | 100,00       | 1 105 422   | 100,00      | 16     |
| Abstentions           | Abstentions                             | 389 408      | 34,68        | 392 621     | 35,52       |        |
| Votants               | Votants                                 | 733 572      | 65,32        | 712 801     | 64,48       |        |
| Blancs et nuls        | Blancs et nuls                          | 30 379       | 4,14         | 69 617      | 9,77        |        |
| Exprimés              | Exprimés                                | 703 193      | 95,86        | 643 184     | 90,23       |        |
| Source : Data.gouv.fr |                                         |              |              |             |             |        |

### Résultats par circonscription

#### Première circonscription
| Candidat       | Candidat                  | Parti          | Premier tour | Premier tour | Second tour | Second tour |  |
| Candidat       | Candidat                  | Parti          | Voix         | %            | Voix        | %           |  |
| -------------- | ------------------------- | -------------- | ------------ | ------------ | ----------- | ----------- |  |
|                | Roland Blum sortant réélu | UDF (PR)       | 13 921       | 40,54        | 20 557      | 70,15       |  |
|                | Jean-Pierre Baumann       | FN             | 7 642        | 22,26        | 8 746       | 29,85       |  |
|                | Michel Coullomb           | PS (ADFP)      | 5 146        | 14,99        |             |             |  |
|                | Ghislaine Abad            | PCF            | 3 444        | 10,03        |             |             |  |
|                | Patrick Nofri             | Les Verts (EÉ) | 2 380        | 6,93         |             |             |  |
|                | Gilles Attias             | LT-LNÉ         | 1 071        | 3,12         |             |             |  |
|                | Jacques Pélissier         | Divers         | 393          | 1,14         |             |             |  |
|                | Rémy Jean                 | LCR            | 264          | 0,77         |             |             |  |
|                | Jean-Luc Conraux          | PLN            | 76           | 0,22         |             |             |  |
|                |                           |                |              |              |             |             |  |
| Inscrits       | Inscrits                  | Inscrits       | 60 164       | 100,00       | 60 164      | 100,00      |  |
| Abstentions    | Abstentions               | Abstentions    | 24 474       | 40,68        | 26 498      | 44,04       |  |
| Votants        | Votants                   | Votants        | 35 690       | 59,32        | 33 666      | 55,96       |  |
| Blancs et nuls | Blancs et nuls            | Blancs et nuls | 1 353        | 3,79         | 4 363       | 12,96       |  |
| Exprimés       | Exprimés                  | Exprimés       | 34 337       | 96,21        | 29 303      | 87,04       |  |

#### Deuxième circonscription
| Candidat           | Candidat                           | Parti          | Premier tour | Premier tour | Second tour | Second tour |  |
| Candidat           | Candidat                           | Parti          | Voix         | %            | Voix        | %           |  |
| ------------------ | ---------------------------------- | -------------- | ------------ | ------------ | ----------- | ----------- |  |
|                    | Jean-François Mattei sortant réélu | UDF (PR)       | 17 647       | 48,89        | 23 963      | 75,14       |  |
|                    | Hubert Savon                       | FN             | 7 258        | 20,11        | 7 930       | 24,86       |  |
|                    | Bernard Pigamo                     | PS (ADFP)      | 4 630        | 12,83        |             |             |  |
|                    | Jean-Pierre Fouquet                | GÉ (EÉ)        | 2 832        | 7,85         |             |             |  |
|                    | Robert Allione                     | PCF            | 2 786        | 7,72         |             |             |  |
|                    | Marc Deydier                       | LT-LNÉ         | 828          | 2,29         |             |             |  |
|                    | Mohamed Saib                       | PLN            | 112          | 0,31         |             |             |  |
|                    |                                    |                |              |              |             |             |  |
| Inscrits           | Inscrits                           | Inscrits       | 61 192       | 100,00       | 61 192      | 100,00      |  |
| Abstentions        | Abstentions                        | Abstentions    | 23 939       | 39,12        | 25 798      | 42,16       |  |
| Votants            | Votants                            | Votants        | 37 253       | 60,88        | 35 394      | 57,84       |  |
| Blancs et nuls     | Blancs et nuls                     | Blancs et nuls | 1 160        | 3,11         | 3 501       | 9,89        |  |
| Exprimés           | Exprimés                           | Exprimés       | 36 093       | 96,89        | 31 893      | 90,11       |  |
| Source : Data.gouv |                                    |                |              |              |             |             |  |

#### Troisième circonscription
| Candidat                                              | Candidat                  | Parti          | Premier tour | Premier tour | Second tour | Second tour |  |
| Candidat                                              | Candidat                  | Parti          | Voix         | %            | Voix        | %           |  |
| ----------------------------------------------------- | ------------------------- | -------------- | ------------ | ------------ | ----------- | ----------- |  |
|                                                       | Jean Roatta élu           | UDF (PR)       | 9 296        | 34,35        | 15 844      | 66,68       |  |
|                                                       | Jean Roussel              | FN             | 6 648        | 24,56        | 7 918       | 33,32       |  |
|                                                       | Philippe Sanmarco sortant | PS (ADFP)      | 4 490        | 16,59        |             |             |  |
|                                                       | Rolande Carrière          | PCF            | 2 326        | 8,59         |             |             |  |
|                                                       | Catherine Lange           | GÉ (EÉ)        | 1 592        | 5,88         |             |             |  |
|                                                       | Maurice Di Nocera         | Divers         | 825          | 3,04         |             |             |  |
|                                                       | Jeanne Manovelli          | LT-LNÉ         | 675          | 2,49         |             |             |  |
|                                                       | Jacques Samuelian         | Divers gauche  | 563          | 2,08         |             |             |  |
|                                                       | Guy Dubost                | LO             | 347          | 1,28         |             |             |  |
|                                                       | Philippe Prieto           | UÉD            | 191          | 0,71         |             |             |  |
|                                                       | Gérard Scavino            | Divers droite  | 110          | 0,40         |             |             |  |
|                                                       |                           |                |              |              |             |             |  |
| Inscrits                                              | Inscrits                  | Inscrits       | 48 704       | 100,00       | 57 704      | 100,00      |  |
| Abstentions                                           | Abstentions               | Abstentions    | 20 785       | 42,68        | 26 450      | 45,84       |  |
| Votants                                               | Votants                   | Votants        | 27 919       | 57,32        | 31 254      | 54,16       |  |
| Blancs et nuls                                        | Blancs et nuls            | Blancs et nuls | 856          | 3,07         | 7 492       | 23,97       |  |
| Exprimés                                              | Exprimés                  | Exprimés       | 27 063       | 96,93        | 23 762      | 76,03       |  |
| Source : Data.gouv et Le Monde des 23 et 30 mars 1993 |                           |                |              |              |             |             |  |

#### Quatrième circonscription
| Candidat                                              | Candidat                  | Parti          | Premier tour | Premier tour | Second tour | Second tour |  |
| Candidat                                              | Candidat                  | Parti          | Voix         | %            | Voix        | %           |  |
| ----------------------------------------------------- | ------------------------- | -------------- | ------------ | ------------ | ----------- | ----------- |  |
|                                                       | Marie-Claude Roussel      | FN             | 7 834        | 29,15        | 12 424      | 45,28       |  |
|                                                       | Guy Hermier sortant réélu | PCF            | 7 310        | 27,20        | 15 013      | 54,72       |  |
|                                                       | André Isoardo             | CNIP           | 4 331        | 16,11        |             |             |  |
|                                                       | Charles-Émile Loo         | PS (ADFP)      | 3 089        | 11,49        |             |             |  |
|                                                       | Lucien Vassal             | RPR            | 1 942        | 7,23         |             |             |  |
|                                                       | Daniel Bret               | Les Verts (EÉ) | 1 116        | 4,15         |             |             |  |
|                                                       | André Gioanni             | LT-LNÉ         | 752          | 2,80         |             |             |  |
|                                                       | Patrick Grenier           | LO             | 250          | 1,30         |             |             |  |
|                                                       | Abderrhamane Tabet        | Divers         | 153          | 0,57         |             |             |  |
|                                                       |                           |                |              |              |             |             |  |
| Inscrits                                              | Inscrits                  | Inscrits       | 49 043       | 100,00       | 49 043      | 100,00      |  |
| Abstentions                                           | Abstentions               | Abstentions    | 21 216       | 43,26        | 20 018      | 40,82       |  |
| Votants                                               | Votants                   | Votants        | 27 827       | 56,74        | 29 025      | 59,18       |  |
| Blancs et nuls                                        | Blancs et nuls            | Blancs et nuls | 950          | 3,41         | 1 588       | 5,47        |  |
| Exprimés                                              | Exprimés                  | Exprimés       | 26 877       | 96,59        | 27 437      | 94,53       |  |
| Source : Data.gouv et Le Monde des 23 et 30 mars 1993 |                           |                |              |              |             |             |  |

#### Cinquième circonscription
| Candidat                                              | Candidat                 | Parti             | Premier tour | Premier tour | Second tour | Second tour |  |
| Candidat                                              | Candidat                 | Parti             | Voix         | %            | Voix        | %           |  |
| ----------------------------------------------------- | ------------------------ | ----------------- | ------------ | ------------ | ----------- | ----------- |  |
|                                                       | Renaud Muselier élu      | RPR (UPF)         | 10 613       | 34,35        | 16 762      | 67,32       |  |
|                                                       | Ronald Perdomo           | FN                | 6 973        | 24,56        | 8 136       | 32,68       |  |
|                                                       | Janine Écochard sortante | PS (ADFP)         | 4 020        | 13,65        |             |             |  |
|                                                       | Paul Biaggini            | PCF               | 3 486        | 11,84        |             |             |  |
|                                                       | Armand Touati            | GÉ (EÉ)           | 2 136        | 7,25         |             |             |  |
|                                                       | Denis Garnier            | LT-LNÉ            | 869          | 2,95         |             |             |  |
|                                                       | Robert Condrieux         | Divers droite     | 524          | 1,78         |             |             |  |
|                                                       | Jean-Jacques Bertrand    | LCR               | 296          | 1,01         |             |             |  |
|                                                       | Catherine Jacoby         | Divers écologiste | 171          | 0,58         |             |             |  |
|                                                       | Lucien Andréani          | MDD               | 145          | 0,49         |             |             |  |
|                                                       | Laurence Ferricelli-Joba | AP                | 98           | 0,33         |             |             |  |
|                                                       | Paul Sinibaldi           | Divers droite     | 73           | 0,25         |             |             |  |
|                                                       | Denis Haimard            | Divers (PLN)      | 40           | 0,14         |             |             |  |
|                                                       |                          |                   |              |              |             |             |  |
| Inscrits                                              | Inscrits                 | Inscrits          | 53 293       | 100,00       | 52 893      | 100,00      |  |
| Abstentions                                           | Abstentions              | Abstentions       | 22 802       | 42,79        | 24 408      | 46,15       |  |
| Votants                                               | Votants                  | Votants           | 30 491       | 57,21        | 28 485      | 53,85       |  |
| Blancs et nuls                                        | Blancs et nuls           | Blancs et nuls    | 1 047        | 3,43         | 3 587       | 12,59       |  |
| Exprimés                                              | Exprimés                 | Exprimés          | 29 444       | 96,57        | 24 898      | 87,41       |  |
| Source : Data.gouv et Le Monde des 23 et 30 mars 1993 |                          |                   |              |              |             |             |  |

#### Sixième circonscription
| Candidat                                              | Candidat             | Parti          | Premier tour | Premier tour | Second tour | Second tour |  |
| Candidat                                              | Candidat             | Parti          | Voix         | %            | Voix        | %           |  |
| ----------------------------------------------------- | -------------------- | -------------- | ------------ | ------------ | ----------- | ----------- |  |
|                                                       | Guy Teissier élu     | UDF (PR)       | 15 082       | 40,79        | 21 557      | 70,61       |  |
|                                                       | Michèle Carayon      | FN             | 7 662        | 20,72        | 8 971       | 29,39       |  |
|                                                       | Fernard Pietri       | PS (ADFP)      | 3 553        | 9,91         |             |             |  |
|                                                       | Annick Boet          | PCF            | 3 433        | 9,29         |             |             |  |
|                                                       | René Olmeta          | diss. PS       | 3 364        | 9,10         |             |             |  |
|                                                       | Victor Espinosa      | GÉ (EÉ)        | 2 565        | 6,94         |             |             |  |
|                                                       | Jacqueline Carpentie | LT-LNÉ         | 930          | 2,52         |             |             |  |
|                                                       | Robert Étienne       | Divers droite  | 173          | 0,47         |             |             |  |
|                                                       | Anne-Marie Renaud    | PLN            | 100          | 0,27         |             |             |  |
|                                                       |                      |                |              |              |             |             |  |
| Inscrits                                              | Inscrits             | Inscrits       | 63 681       | 100,00       | 63 681      | 100,00      |  |
| Abstentions                                           | Abstentions          | Abstentions    | 25 431       | 39,93        | 28 418      | 44,63       |  |
| Votants                                               | Votants              | Votants        | 38 250       | 60,07        | 35 263      | 55,37       |  |
| Blancs et nuls                                        | Blancs et nuls       | Blancs et nuls | 1 278        | 3,34         | 4 735       | 13,43       |  |
| Exprimés                                              | Exprimés             | Exprimés       | 36 972       | 96,66        | 30 528      | 86,57       |  |
| Source : Data.gouv et Le Monde des 23 et 30 mars 1993 |                      |                |              |              |             |             |  |

#### Septième circonscription
| Candidat       | Candidat             | Parti                      | Premier tour | Premier tour | Second tour | Second tour |  |
| Candidat       | Candidat             | Parti                      | Voix         | %            | Voix        | %           |  |
| -------------- | -------------------- | -------------------------- | ------------ | ------------ | ----------- | ----------- |  |
|                | Maurice Gros         | FN                         | 8 039        | 28,52        | 10 714      | 44,91       |  |
|                | Bernard Leccia élu   | RPR (UPF)                  | 6 553        | 23,25        | 13 140      | 55,09       |  |
|                | Jeanine Porte        | PCF                        | 4 825        | 17,12        |             |             |  |
|                | Michel Pezet sortant | PS (ADFP)                  | 3 808        | 13,51        |             |             |  |
|                | Pierre Rastoin       | Divers gauche (Maj. prés.) | 2 061        | 7,31         |             |             |  |
|                | Jean-Claude Badih    | Les Verts (EÉ)             | 1 319        | 4,68         |             |             |  |
|                | Renée Canu           | LT-LNÉ                     | 961          | 3,41         |             |             |  |
|                | Danièle Pecout       | LO                         | 374          | 1,33         |             |             |  |
|                | Corinne Raynaud      | PT                         | 243          | 0,86         |             |             |  |
|                |                      |                            |              |              |             |             |  |
| Inscrits       | Inscrits             | Inscrits                   | 52 009       | 100,00       | 52 009      | 100,00      |  |
| Abstentions    | Abstentions          | Abstentions                | 22 712       | 43,67        | 24 918      | 47,91       |  |
| Votants        | Votants              | Votants                    | 29 297       | 56,33        | 27 091      | 52,09       |  |
| Blancs et nuls | Blancs et nuls       | Blancs et nuls             | 1 114        | 3,8          | 3 237       | 11,95       |  |
| Exprimés       | Exprimés             | Exprimés                   | 28 183       | 96,2         | 23 854      | 88,05       |  |

#### Huitième circonscription
| Candidat       | Candidat                   | Parti          | Premier tour | Premier tour | Second tour | Second tour |  |
| Candidat       | Candidat                   | Parti          | Voix         | %            | Voix        | %           |  |
| -------------- | -------------------------- | -------------- | ------------ | ------------ | ----------- | ----------- |  |
|                | Pierre Chevalier           | RPR (UPF)      | 9 652        | 27,28        | 13 547      | 35,54       |  |
|                | Yvon Claire                | FN             | 8 915        | 25,19        | 8 773       | 23,01       |  |
|                | Marius Masse sortant réélu | PS (ADFP)      | 8 045        | 22,74        | 15 801      | 41,45       |  |
|                | Rudy Vigier                | PCF            | 4 426        | 12,51        |             |             |  |
|                | Pierre Aplincourt          | GÉ (EÉ)        | 2 492        | 7,04         |             |             |  |
|                | Fabienne Scheibling        | LT-LNÉ         | 1 197        | 3,38         |             |             |  |
|                | Claudine Rodinson          | LO             | 538          | 1,52         |             |             |  |
|                | Patrick Coulon             | PLN            | 120          | 0,34         |             |             |  |
|                |                            |                |              |              |             |             |  |
| Inscrits       | Inscrits                   | Inscrits       | 62 601       | 100,00       | 62 501      | 100,00      |  |
| Abstentions    | Abstentions                | Abstentions    | 25 768       | 41,16        | 22 747      | 36,39       |  |
| Votants        | Votants                    | Votants        | 36 833       | 58,84        | 39 754      | 63,61       |  |
| Blancs et nuls | Blancs et nuls             | Blancs et nuls | 1 448        | 3,93         | 1 633       | 4,11        |  |
| Exprimés       | Exprimés                   | Exprimés       | 35 385       | 96,07        | 38 121      | 95,89       |  |

#### Neuvième circonscription (Aubagne)
| Candidat       | Candidat                   | Parti          | Premier tour | Premier tour | Second tour | Second tour |  |
| Candidat       | Candidat                   | Parti          | Voix         | %            | Voix        | %           |  |
| -------------- | -------------------------- | -------------- | ------------ | ------------ | ----------- | ----------- |  |
|                | Jean Tardito sortant réélu | PCF            | 16 259       | 31,82        | 27 887      | 52,77       |  |
|                | Jean-Pierre Lafond         | UDF (PR)       | 15 800       | 30,92        | 24 961      | 47,23       |  |
|                | André Mélin                | FN             | 9 188        | 17,98        |             |             |  |
|                | Jean Reynaud               | Les Verts (EÉ) | 3 011        | 13,51        |             |             |  |
|                | Pierre Lacoeuilhe          | MRG (ADFP)     | 1 830        | 3,58         |             |             |  |
|                | Michel Buscetti            | Divers droite  | 1 672        | 3,27         |             |             |  |
|                | Marie-José Gertosio        | LT-LNÉ         | 1 554        | 3,04         |             |             |  |
|                | Charles Bonifay            | diss. PS       | 1 452        | 1,33         |             |             |  |
|                | Annie Rieu-Roy             | Divers         | 240          | 0,86         |             |             |  |
|                | Dominique Blauwblomme      | PLN            | 89           | 0,86         |             |             |  |
|                |                            |                |              |              |             |             |  |
| Inscrits       | Inscrits                   | Inscrits       | 76 471       | 100,00       | 76 461      | 100,00      |  |
| Abstentions    | Abstentions                | Abstentions    | 23 462       | 30,68        | 20 360      | 26,63       |  |
| Votants        | Votants                    | Votants        | 53 009       | 69,32        | 56 101      | 73,37       |  |
| Blancs et nuls | Blancs et nuls             | Blancs et nuls | 1 914        | 3,61         | 3 253       | 5,8         |  |
| Exprimés       | Exprimés                   | Exprimés       | 51 095       | 96,39        | 52 848      | 94,2        |  |

#### Dixième  circonscription (Allauch)
| Candidat       | Candidat                | Parti                      | Premier tour | Premier tour | Second tour | Second tour |  |
| Candidat       | Candidat                | Parti                      | Voix         | %            | Voix        | %           |  |
| -------------- | ----------------------- | -------------------------- | ------------ | ------------ | ----------- | ----------- |  |
|                | Bernard Tapie élu       | MRG (ADFP)                 | 16 719       | 25,60        | 29 433      | 44,48       |  |
|                | Hervé Fabre-Aubrespy    | RPR (UPF)                  | 15 855       | 24,27        | 27 162      | 41,05       |  |
|                | Roger Meï               | PCF                        | 12 609       | 19,30        | Retrait     | Retrait     |  |
|                | Damien Bariller         | FN                         | 12 391       | 18,97        | 9 571       | 14,46       |  |
|                | Marie-Claire Mouygrin   | GÉ (EÉ)                    | 3 763        | 5,79         |             |             |  |
|                | Michel Benhaïm          | LT-LNÉ                     | 842          | 1,28         |             |             |  |
|                | Eric Bagnoli            | Divers droite              | 651          | 0,99         |             |             |  |
|                | Christian Poitvin       | Divers gauche (Maj. prés.) | 593          | 0,90         |             |             |  |
|                | Daniel Guffroy          | SÉGA                       | 582          | 0,89         |             |             |  |
|                | René Sale               | PT                         | 396          | 0,60         |             |             |  |
|                | Gérard Blanc            | Divers écologiste          | 379          | 0,58         |             |             |  |
|                | Jean Zailah             | UDI                        | 359          | 0,54         |             |             |  |
|                | Christian-Eric Bordione | Divers                     | 167          | 0,25         |             |             |  |
|                |                         |                            |              |              |             |             |  |
| Inscrits       | Inscrits                | Inscrits                   | 96 607       | 100,00       | 96 543      | 100,00      |  |
| Abstentions    | Abstentions             | Abstentions                | 28 542       | 29,54        | 26 272      | 27,21       |  |
| Votants        | Votants                 | Votants                    | 68 065       | 70,46        | 70 271      | 72,79       |  |
| Blancs et nuls | Blancs et nuls          | Blancs et nuls             | 2 757        | 4,05         | 4 105       | 5,84        |  |
| Exprimés       | Exprimés                | Exprimés                   | 65 308       | 95,95        | 66 166      | 94,16       |  |

#### Onzième circonscription (Aix - Salon-de-Provence)
| Candidat       | Candidat                     | Parti          | Premier tour | Premier tour | Second tour | Second tour |  |
| Candidat       | Candidat                     | Parti          | Voix         | %            | Voix        | %           |  |
| -------------- | ---------------------------- | -------------- | ------------ | ------------ | ----------- | ----------- |  |
|                | Christian Kert sortant réélu | UDF (CDS)      | 17 991       | 35,43        | 28 611      | 66,46       |  |
|                | Philippe Adam                | FN             | 11 643       | 22,93        | 14 442      | 33,54       |  |
|                | Marc Egloff                  | MRG (ADFP)     | 9 457        | 18,63        |             |             |  |
|                | Danielle Bellan              | PCF            | 3 806        | 7,50         |             |             |  |
|                | Françoise Cano               | LT-LNÉ         | 1 652        | 3,25         |             |             |  |
|                | Max Lafant                   | UDI            | 569          | 1,12         |             |             |  |
|                | Bernard Deluc                | PLN            | 212          | 0,42         |             |             |  |
|                |                              |                |              |              |             |             |  |
| Inscrits       | Inscrits                     | Inscrits       | 104 214      | 100,00       | 77 910      | 100,00      |  |
| Abstentions    | Abstentions                  | Abstentions    | 33 050       | 31,71        | 26 431      | 33,93       |  |
| Votants        | Votants                      | Votants        | 71 164       | 68,29        | 51 479      | 66,07       |  |
| Blancs et nuls | Blancs et nuls               | Blancs et nuls | 3 517        | 4,94         | 8 426       | 16,37       |  |
| Exprimés       | Exprimés                     | Exprimés       | 67 647       | 95,06        | 43 053      | 83,63       |  |

#### Douzième circonscription (Marignane)
| Candidat       | Candidat                      | Parti          | Premier tour | Premier tour | Second tour | Second tour |  |
| Candidat       | Candidat                      | Parti          | Voix         | %            | Voix        | %           |  |
| -------------- | ----------------------------- | -------------- | ------------ | ------------ | ----------- | ----------- |  |
|                | Bruno Mégret                  | FN             | 16 041       | 27,53        | 28 711      | 49,53       |  |
|                | Henri d'Attilio sortant réélu | PS (ADFP)      | 11 282       | 19,36        | 29 255      | 50,47       |  |
|                | Raymond Lecler                | RPR (UPF)      | 10 686       | 18,34        |             |             |  |
|                | Georges Rosso                 | PCF            | 7 277        | 12,49        |             |             |  |
|                | Laurens Deleuil               | diss. UDF      | 6 194        | 10,63        |             |             |  |
|                | Michel Botella                | GÉ (EÉ)        | 4 914        | 8,43         |             |             |  |
|                | Serge Daumas                  | Extrême gauche | 1 876        | 3,22         |             |             |  |
|                |                               |                |              |              |             |             |  |
| Inscrits       | Inscrits                      | Inscrits       | 87 063       | 100,00       | 87 454      | 100,00      |  |
| Abstentions    | Abstentions                   | Abstentions    | 26 173       | 30,06        | 24 375      | 27,87       |  |
| Votants        | Votants                       | Votants        | 60 890       | 69,94        | 63 079      | 72,13       |  |
| Blancs et nuls | Blancs et nuls                | Blancs et nuls | 2 620        | 4,3          | 5 113       | 8,11        |  |
| Exprimés       | Exprimés                      | Exprimés       | 58 270       | 95,7         | 57 966      | 91,89       |  |

#### Treizième  circonscription (Martigues - Istres)
| Candidat              | Candidat                | Parti          | Premier tour | Premier tour | Second tour | Second tour |  |
| Candidat              | Candidat                | Parti          | Voix         | %            | Voix        | %           |  |
| --------------------- | ----------------------- | -------------- | ------------ | ------------ | ----------- | ----------- |  |
|                       | Olivier Darrason élu    | UDF (PR)       | 13 783       | 28,08        | 25 537      | 50,87       |  |
|                       | Paul Lombard sortant    | PCF            | 13 155       | 26,78        | 24 660      | 49,13       |  |
|                       | José Rodriguez          | FN             | 7 441        | 15,15        |             |             |  |
|                       | Roger Camoin            | PS (ADFP)      | 6 019        | 12,25        |             |             |  |
|                       | Gérard Monnier-Besombes | Les Verts (EÉ) | 3 809        | 7,75         |             |             |  |
|                       | Louis Gros              | LT-LNÉ         | 2 033        | 4,14         |             |             |  |
|                       | Patrice Gouin           | Divers droite  | 1 778        | 3,62         |             |             |  |
|                       | Jean-Michel Ghiotto     | LO             | 696          | 1,42         |             |             |  |
|                       | Hubert Jaussaud         | Extrême gauche | 410          | 0,83         |             |             |  |
|                       |                         |                |              |              |             |             |  |
| Inscrits              | Inscrits                | Inscrits       | 73 034       | 100,00       | 73 030      | 100,00      |  |
| Abstentions           | Abstentions             | Abstentions    | 21 591       | 29,56        | 19 603      | 26,84       |  |
| Votants               | Votants                 | Votants        | 51 443       | 70,44        | 53 427      | 73,16       |  |
| Blancs et nuls        | Blancs et nuls          | Blancs et nuls | 2 319        | 4,51         | 3 230       | 6,05        |  |
| Exprimés              | Exprimés                | Exprimés       | 49 124       | 95,49        | 50 197      | 93,95       |  |
| Source : Data.gouv.fr |                         |                |              |              |             |             |  |

#### Quatorzième circonscription (Aix-en-Provence)
| Candidat       | Candidat                 | Parti                      | Premier tour | Premier tour | Second tour | Second tour |  |
| Candidat       | Candidat                 | Parti                      | Voix         | %            | Voix        | %           |  |
| -------------- | ------------------------ | -------------------------- | ------------ | ------------ | ----------- | ----------- |  |
|                | Jean-Bernard Raimond élu | RPR                        | 11 411       | 20,87        | 31 001      | 58,31       |  |
|                | Fernand Boulan           | UDF (PR)                   | 11 014       | 20,14        | Retrait     | Retrait     |  |
|                | Alexandre Medvedowsky    | PS (ADFP)                  | 22 167       | 19,07        | 22 167      | 41,69       |  |
|                | Philippe Milliau         | FN                         | 9 556        | 17,48        |             |             |  |
|                | Yvon Roche               | Les Verts (EÉ)             | 5 053        | 9,24         |             |             |  |
|                | Luc Foulquier            | PCF                        | 961          | 3,41         |             |             |  |
|                | Magdeleine Siri          | Divers écologiste (LT-LNÉ) | 374          | 1,33         |             |             |  |
|                | Hervé Guerrera           | POC                        | 243          | 0,86         |             |             |  |
|                | Marie-Noëlle Rinaudo     | Divers gauche (MDC)        | 243          | 0,86         |             |             |  |
|                | Jean-Pierre Gaigne       | Extrême gauche             | 243          | 0,86         |             |             |  |
|                | Claude Guillier          | Divers droite              | 243          | 0,86         |             |             |  |
|                | Thierry Carliez          | Divers (PLN)               | 243          | 0,86         |             |             |  |
|                |                          |                            |              |              |             |             |  |
| Inscrits       | Inscrits                 | Inscrits                   | 82 427       | 100,00       | 82 426      | 100,00      |  |
| Abstentions    | Abstentions              | Abstentions                | 25 312       | 30,71        | 24 764      | 30,04       |  |
| Votants        | Votants                  | Votants                    | 57 115       | 69,29        | 57 662      | 69,96       |  |
| Blancs et nuls | Blancs et nuls           | Blancs et nuls             | 2 434        | 4,26         | 4 494       | 7,79        |  |
| Exprimés       | Exprimés                 | Exprimés                   | 54 681       | 95,74        | 53 168      | 92,21       |  |

#### Quinzième circonscription (Châteaurenard)
| Candidat       | Candidat                  | Parti          | Premier tour | Premier tour | Second tour | Second tour |  |
| Candidat       | Candidat                  | Parti          | Voix         | %            | Voix        | %           |  |
| -------------- | ------------------------- | -------------- | ------------ | ------------ | ----------- | ----------- |  |
|                | Léon Vachet sortant réélu | RPR (UPF)      | 20 678       | 39,16        | 28 603      | 68,32       |  |
|                | Bernard Meslans           | FN             | 10 201       | 19,32        | 13 261      | 31,68       |  |
|                | Daniel Conte              | PS (ADFP)      | 9 059        | 17,16        |             |             |  |
|                | Robert Célaire            | Les Verts (EÉ) | 6 006        | 11,38        |             |             |  |
|                | Louis Minetti             | PCF            | 5 035        | 9,54         |             |             |  |
|                | Josefa Carvou             | LT-LNÉ         | 1 821        | 3,45         |             |             |  |
|                |                           |                |              |              |             |             |  |
| Inscrits       | Inscrits                  | Inscrits       | 77 134       | 100,00       | 77 129      | 100,00      |  |
| Abstentions    | Abstentions               | Abstentions    | 21 363       | 27,7         | 24 728      | 32,06       |  |
| Votants        | Votants                   | Votants        | 55 771       | 72,3         | 52 401      | 67,94       |  |
| Blancs et nuls | Blancs et nuls            | Blancs et nuls | 2 971        | 5,33         | 10 537      | 20,11       |  |
| Exprimés       | Exprimés                  | Exprimés       | 52 800       | 94,67        | 41 864      | 79,89       |  |

#### Seizième circonscription (Arles)
| Candidat       | Candidat                | Parti          | Premier tour | Premier tour | Second tour | Second tour |  |
| Candidat       | Candidat                | Parti          | Voix         | %            | Voix        | %           |  |
| -------------- | ----------------------- | -------------- | ------------ | ------------ | ----------- | ----------- |  |
|                | Thérèse Aillaud élue    | app. RPR       | 15 701       | 31,46        | 25 022      | 51,99       |  |
|                | Michel Vauzelle sortant | PS (ADFP)      | 10 119       | 20,27        | 23 104      | 48,01       |  |
|                | Vincent Porelli         | PCF            | 9 445        | 18,92        | Retrait     | Retrait     |  |
|                | Gérard David            | FN             | 7 905        | 15,84        |             |             |  |
|                | Catherine Levraud       | Les Verts (EÉ) | 3 749        | 7,51         |             |             |  |
|                | Ilio Guidi              | LT-LNÉ         | 1 234        | 2,47         |             |             |  |
|                | Jean-Louis Savoret      | Divers         | 1 031        | 2,07         |             |             |  |
|                | Jacques Guintoli        | Divers         | 730          | 1,46         |             |             |  |
|                |                         |                |              |              |             |             |  |
| Inscrits       | Inscrits                | Inscrits       | 75 343       | 100,00       | 75 331      | 100,00      |  |
| Abstentions    | Abstentions             | Abstentions    | 22 878       | 30,37        | 22 078      | 29,31       |  |
| Votants        | Votants                 | Votants        | 52 465       | 69,63        | 53 253      | 70,69       |  |
| Blancs et nuls | Blancs et nuls          | Blancs et nuls | 2 551        | 4,86         | 5 127       | 9,63        |  |
| Exprimés       | Exprimés                | Exprimés       | 49 914       | 95,14        | 48 126      | 90,37       |  |